# 2013 Tucapel
2013 Tucapel је астероид главног астероидног појаса са средњом удаљеношћу од Сунца која износи 2,289 астрономских јединица (АЈ).
Апсолутна магнитуда астероида је 12,6.